# يوهان إرنست جونيروس
يوهان إرنست جونيروس (1718-1773) (بالإنجليزية: Johan Ernst Gunnerus)‏ هو عالم نبات نرويجي.